# Peppino Bocchio
Giuseppe Bocchio detto Peppino (Litta Parodi, 10 febbraio 1933 – 1º novembre 2005) è stato un calciatore italiano, di ruolo attaccante.

## Carriera
Nella stagione 1951-1952 ha giocato nell'Alessandria, segnando un gol (il 4 maggio 1952 in una partita vinta per 4-0 a Crema) in 4 presenze in Serie C, più un altro gol (il 17 giugno 1952 in una vittoria casalinga per 3-0 contro la Marzoli Palazzolo) in 6 presenze nelle partite per la qualificazione alla successiva Serie C a girone unico. Dopo una stagione in prestito al Torino, torna all'Alessandria nella stagione 1953-1954, nella quale gioca 6 partite in Serie B segnando anche una rete, il 13 settembre 1953, nella prima giornata di campionato; rimane in squadra anche l'anno successivo, nel quale gioca 18 partite senza mai segnare. Dopo un'ulteriore stagione in seconda serie, nella quale gioca una sola partita, viene ceduto al Legnano, con cui nella stagione 1956-1957 segna 7 gol in 26 partite in Serie B, non riuscendo ad impedire la retrocessione in Serie C della squadra milanese. Rimane al Legnano per altre quattro stagioni, tutte in Serie C, nelle quali totalizza 46 presenze e 12 gol; chiude la carriera giocano per una stagione al Derthona, in Serie C.
In carriera ha collezionato complessivamente 51 presenze ed 8 gol in Serie B.